# Skiathlon féminin de ski de fond aux Jeux olympiques de 2022
Navigation
Pyeongchang 2018 Milan-Cortina 2026
L'épreuve féminine de skiathlon aux Jeux olympiques d'hiver de 2022 a lieu le 5 février 2022 au Centre de ski nordique et de biathlon de Guyangshu. Elle a une longueur de 15 kilomètres : 7,5 kilomètres en style classique et 7,5 kilomètres en style libre.

## Médaillés
| Or                   | Argent                  | Bronze                 |
| Therese Johaug (NOR) | Natalia Nepryaeva (ROC) | Teresa Stadlober (AUT) |

## Résultats
L'épreuve débute à 15h45, heure locale.
| Rang                                | Dossard | Athlète                 | Nationalité   | 7,5 km classique       | Rang                   | Temps d'arrêt          | 7,5 km libre           | Rang                   | Temps final            | Retard                 |
| ----------------------------------- | ------- | ----------------------- | ------------- | ---------------------- | ---------------------- | ---------------------- | ---------------------- | ---------------------- | ---------------------- | ---------------------- |
| Médaille d'or, Jeux olympiques      | 3       | Therese Johaug          | Norvège       | 22 min 28 s 3          | 1                      | 36 s 04                | 21 min 9 s 0           | 2                      | 44 min 13 s 7          | —                      |
| Médaille d'argent, Jeux olympiques  | 1       | Natalia Nepryaeva       | ROC           | 22 min 42 s 3          | 7                      | 37 s 0                 | 21 min 24 s 6          | 5                      | 44 min 43 s 9          | + 30 s 2               |
| Médaille de bronze, Jeux olympiques | 11      | Teresa Stadlober        | Autriche      | 22 min 38 s 7          | 5                      | 45 s 7                 | 21 min 19 s 8          | 4                      | 44 min 44 s 2          | + 36 s 1               |
| 4                                   | 8       | Kerttu Niskanen         | Finlande      | 22 min 31 s 0          | 2                      | 34 s 7                 | 21 min 44 s 1          | 7                      | 44 min 49 s 8          | + 36 s 1               |
| 5                                   | 2       | Frida Karlsson          | Suède         | 22 min 32 s 4          | 3                      | 36 s 0                 | 21 min 47 s 2          | 8                      | 44 min 56 s 2          | + 42 s 5               |
| 6                                   | 6       | Jessica Diggins         | États-Unis    | 23 min 26 s 4          | 11                     | 36 s 0                 | 21 min 1 s 8           | 1                      | 45 min 4 s 2           | + 50 s 5               |
| 7                                   | 7       | Krista Pärmäkoski       | Finlande      | 22 min 33 s 6          | 4                      | 33 s 3                 | 22 min 5 s 2           | 9                      | 45 min 12 s 1          | + 58 s 4               |
| 8                                   | 20      | Anastasia Rygalina      | ROC           | 23 min 39 s 8          | 16                     | 36 s 8                 | 21 min 14 s 3          | 3                      | 45 min 30 s 9          | + 1 min 17 s 2         |
| 9                                   | 12      | Delphine Claudel        | France        | 23 min 28 s 2          | 12                     | 37 s 7                 | 21 min 25 s 6          | 6                      | 45 min 31 s 5          | + 1 min 17 s 8         |
| 10                                  | 4       | Ebba Andersson          | Suède         | 22 min 40 s 5          | 6                      | 36 s 5                 | 22 min 24 s 3          | 11                     | 45 min 41 s 3          | + 1 min 27 s 6         |
| 11                                  | 9       | Tatiana Sorina          | ROC           | 23 min 34 s 7          | 14                     | 37 s 5                 | 22 min 19 s 1          | 10                     | 46 min 31 s 3          | + 2 min 17 s 6         |
| 12                                  | 17      | Johanna Matintalo       | Finlande      | 23 min 12 s 9          | 9                      | 34 s 0                 | 22 min 49 s 6          | 16                     | 46 min 36 s 5          | + 2 min 22 s 8         |
| 13                                  | 24      | Katherine Sauerbrey     | Allemagne     | 23 min 25 s 9          | 10                     | 39 s 1                 | 22 min 32 s 5          | 12                     | 46 min 37 s 5          | + 2 min 23 s 8         |
| 14                                  | 10      | Rosie Brennan           | États-Unis    | 23 min 32 s 0          | 13                     | 44 s 6                 | 22 min 48 s 8          | 15                     | 47 min 5 s 4           | + 2 min 51 s 7         |
| 15                                  | 5       | Katharina Hennig        | Allemagne     | 23 min 12 s 4          | 8                      | 44 s 0                 | 23 min 15 s 4          | 23                     | 47 min 11 s 8          | + 2 min 58 s 1         |
| 16                                  | 33      | Izabela Marcisz         | Pologne       | 24 min 1 s 6           | 17                     | 36 s 3                 | 22 min 52 s 8          | 18                     | 47 min 30 s 7          | + 3 min 17 s 0         |
| 17                                  | 41      | Sofie Krehl             | Allemagne     | 24 min 22 s 2          | 24                     | 34 s 2                 | 22 min 45 s 2          | 14                     | 47 min 41 s 6          | + 3 min 27 s 9         |
| 18                                  | 13      | Helene Marie Fossesholm | Norvège       | 24 min 33 s 4          | 29                     | 34 s 2                 | 22 min 41 s 4          | 13                     | 47 min 49 s 0          | + 3 min 35 s 3         |
| 19                                  | 18      | Charlotte Kalla         | Suède         | 24 min 21 s 9          | 23                     | 39 s 2                 | 22 min 52 s 7          | 17                     | 47 min 53 s 8          | + 3 min 40 s 1         |
| 20                                  | 40      | Cendrine Browne         | Canada        | 24 min 15 s 7          | 19                     | 34 s 3                 | 23 min 8 s 1           | 20                     | 47 min 58 s 1          | + 3 min 44 s 4         |
| 21                                  | 32      | Nadja Kälin             | Suisse        | 24 min 17 s 0          | 21                     | 34 s 4                 | 23 min 8 s 4           | 21                     | 47 min 59 s 8          | + 3 min 46 s 1         |
| 22                                  | 21      | Anne Kyllönen           | Finlande      | 24 min 14 s 9          | 18                     | 39 s 8                 | 23 min 15 s 3          | 22                     | 48 min 10 s 0          | + 3 min 56 s 3         |
| 23                                  | 23      | Katherine Stewart-Jones | Canada        | 24 min 16 s 4          | 20                     | 38 s 2                 | 23 min 22 s 7          | 25                     | 48 min 17 s 3          | + 4 min 3 s 6          |
| 24                                  | 15      | Yulia Stupak            | ROC           | 23 min 38 s 0          | 15                     | 46 s 7                 | 24 min 2 s 8           | 40                     | 48 min 27 s 5          | + 4 min 13 s 8         |
| 25                                  | 22      | Pia Fink                | Allemagne     | 24 min 22 s 9          | 25                     | 39 s 4                 | 23 min 27 s 3          | 27                     | 48 min 29 s 6          | + 4 min 15 s 9         |
| 26                                  | 49      | Petra Hynčicová         | Tchéquie      | 24 min 25 s 8          | 27                     | 40 s 7                 | 23 min 34 s 3          | 30                     | 48 min 40 s 8          | + 4 min 27 s 1         |
| 27                                  | 25      | Masako Ishida           | Japon         | 24 min 26 s 3          | 28                     | 37 s 3                 | 23 min 41 s 1          | 35                     | 48 min 44 s 7          | + 4 min 31 s 0         |
| 28                                  | 36      | Dahria Beatty           | Canada        | 24 min 40 s 1          | 34                     | 37 s 2                 | 23 min 34 s 7          | 31                     | 48 min 52 s 0          | + 4 min 38 s 3         |
| 29                                  | 14      | Ragnhild Haga           | Norvège       | 24 min 38 s 2          | 32                     | 42 s 5                 | 23 min 31 s 8          | 29                     | 48 min 52 s 5          | + 4 min 38 s 8         |
| 30                                  | 34      | Petra Nováková          | Tchéquie      | 24 min 36 s 5          | 30                     | 38 s 5                 | 23 min 37 s 7          | 32                     | 48 min 52 s 7          | + 4 min 39 s 0         |
| 31                                  | 53      | Jessica Yeaton          | Australie     | 25 min 8 s 1           | 42                     | 47 s 0                 | 22 min 58 s 9          | 19                     | 48 min 54 s 0          | + 4 min 40 s 3         |
| 32                                  | 35      | Lydia Hiernickel        | Suisse        | 25 min 6 s 6           | 41                     | 36 s 9                 | 23 min 15 s 5          | 24                     | 48 min 59 s 0          | + 4 min 45 s 3         |
| 33                                  | 38      | Li Xin                  | Chine         | 25 min 3 s 1           | 38                     | 37 s 0                 | 23 min 27 s 6          | 28                     | 49 min 7 s 7           | + 4 min 54 s 0         |
| 34                                  | 28      | Chi Chunxue             | Chine         | 24 min 45 s 5          | 35                     | 42 s 1                 | 23 min 40 s 7          | 34                     | 49 min 8 s 3           | + 4 min 54 s 6         |
| 35                                  | 39      | Masae Tsuchiya          | Japon         | 24 min 39 s 0          | 33                     | 38 s 0                 | 23 min 56 s 6          | 37                     | 49 min 13 s 6          | + 4 min 59 s 9         |
| 36                                  | 47      | Martina Di Centa        | Italie        | 25 min 2 s 2           | 37                     | 40 s 2                 | 23 min 40 s 4          | 33                     | 49 min 22 s 8          | + 5 min 9 s 1          |
| 37                                  | 27      | Anna Comarella          | Italie        | 24 min 24 s 1          | 26                     | 44 s 7                 | 24 min 19 s 0          | 44                     | 49 min 27 s 8          | + 5 min 14 s 1         |
| 38                                  | 26      | Coralie Bentz           | France        | 25 min 5 s 8           | 40                     | 42 s 7                 | 23 min 45 s 9          | 36                     | 49 min 34 s 4          | + 5 min 20 s 7         |
| 39                                  | 56      | Keidy Kaasiku           | Estonie       | 25 min 40 s 7          | 47                     | 36 s 1                 | 23 min 23 s 9          | 26                     | 49 min 40 s 7          | + 5 min 27 s 0         |
| 40                                  | 19      | Hailey Swirbul          | États-Unis    | 24 min 17 s 6          | 22                     | 39 s 7                 | 24 min 45 s 2          | 54                     | 49 min 42 s 5          | + 5 min 28 s 8         |
| 41                                  | 45      | Cristina Pittin         | Italie        | 25 min 1 s 1           | 36                     | 41 s 7                 | 24 min 5 s 8           | 41                     | 49 min 48 s 6          | + 5 min 34 s 9         |
| 42                                  | 46      | Caterina Ganz           | Italie        | 24 min 37 s 1          | 31                     | 47 s 4                 | 24 min 29 s 4          | 48                     | 49 min 53 s 9          | + 5 min 40 s 2         |
| 43                                  | 29      | Dinigeer Yilamujiang    | Chine         | 25 min 26 s 8          | 45                     | 42 s 2                 | 24 min 1 s 7           | 39                     | 50 min 10 s 7          | + 5 min 57 s 0         |
| 44                                  | 64      | Olivia Bouffard-Nesbitt | Canada        | 25 min 27 s 3          | 46                     | 32 s 7                 | 24 min 11 s 7          | 42                     | 50 min 11 s 7          | + 5 min 58 s 0         |
| 45                                  | 16      | Moa Olsson              | Suède         | 25 min 5 s 9           | 39                     | 36 s 6                 | 24 min 31 s 2          | 49                     | 50 min 12 s 8          | + 5 min 59 s 1         |
| 46                                  | 37      | Jialin Bayani           | Chine         | 25 min 41 s 2          | 48                     | 38 s 7                 | 24 min 0 s 3           | 38                     | 50 min 20 s 2          | + 6 min 6 s 5          |
| 47                                  | 55      | Carola Vila             | Andorre       | 25 min 9 s 6           | 43                     | 46 s 7                 | 24 min 32 s 5          | 50                     | 50 min 28 s 8          | + 6 min 15 s 1         |
| 48                                  | 51      | Ksenia Shalygina        | Kazakhstan    | 25 min 25 s 9          | 44                     | 50 s 3                 | 24 min 21 s 5          | 45                     | 50 min 37 s 7          | + 6 min 24 s 0         |
| 49                                  | 50      | Angelina Shuryga        | Kazakhstan    | 26 min 5 s 6           | 50                     | 36 s 5                 | 24 min 13 s 2          | 43                     | 50 min 55 s 3          | + 6 min 41 s 6         |
| 50                                  | 48      | Chika Kobayashi         | Japon         | 25 min 52 s 5          | 49                     | 41 s 0                 | 24 min 21 s 9          | 6                      | 50 min 55 s 4          | + 6 min 41 s 7         |
| 51                                  | 42      | Valeriya Tyuleneva      | Kazakhstan    | 26 min 7 s 8           | 51                     | 41 s 4                 | 24 min 41 s 6          | 52                     | 51 min 30 s 8          | + 7 min 17 s 1         |
| 52                                  | 43      | Miki Kodama             | Japon         | 26 min 17 s 4          | 52                     | 45 s 9                 | 24 min 45 s 0          | 53                     | 51 min 48 s 3          | + 7 min 34 s 6         |
| 53                                  | 30      | Julia Kern              | États-Unis    | 26 min 31 s 7          | 53                     | 40 s 1                 | 24 min 53 s 7          | 55                     | 52 min 5 s 5           | + 7 min 51 s 8         |
| 54                                  | 54      | Kaidy Kaasiku           | Estonie       | 27 min 2 s 9           | 55                     | 37 s 0                 | 24 min 32 s 7          | 51                     | 52 min 12 s 6          | + 7 min 58 s 9         |
| 55                                  | 62      | Neža Žerjav             | Slovénie      | 27 min 7 s 4           | 56                     | 58 s 2                 | 24 min 27 s 5          | 47                     | 52 min 33 s 1          | + 8 min 19 s 4         |
| 56                                  | 44      | Maryna Antsybor         | Ukraine       | 27 min 8 s 4           | 57                     | 37 s 3                 | 25 min 8 s 3           | 56                     | 52 min 54 s 0          | + 8 min 40 s 3         |
| 57                                  | 60      | Nina Riedener           | Liechtenstein | 27 min 2 s 0           | 54                     | 37 s 2                 | 25 min 19 s 2          | 57                     | 52 min 55 s 1          | + 8 min 41 s 4         |
| 58                                  | 59      | Nadezhda Stepashkina    | Kazakhstan    | 27 min 26 s 4          | 58                     | 48 s 8                 | 25 min 20 s 1          | 58                     | 53 min 35 s 3          | + 9 min 21 s 6         |
| 59                                  | 61      | Magdalena Kobielusz     | Pologne       | 27 min 32 s 7          | 59                     | 53 s 5                 | 25 min 45 s 8          | 59                     | 54 min 12 s 0          | + 9 min 58 s 3         |
| 60                                  | 58      | Viktoriia Olekh         | Ukraine       | 28 min 26 s 8          | 62                     | 41 s 6                 | 25 min 47 s 3          | 60                     | 54 min 55 s 7          | + 10 min 42 s 0        |
| 61                                  | 57      | Lee Chae-won            | Corée du Sud  | 28 min 1 s 6           | 61                     | 49 s 3                 | 27 min 1 s 7           | 61                     | 55 min 52 s 6          | + 11 min 38 s 9        |
| 62                                  | 52      | Yuliia Krol             | Ukraine       | 27 min 57 s 6          | 60                     | 43 s 9                 | 28 min 22 s 9          | 62                     | 57 min 4 s 4           | + 12 min 50 s 7        |
| -                                   | 65      | Daria Rublova           | Ukraine       | 29 min 59 s 6          | 64                     | 48 s 5                 | LAP                    | LAP                    | LAP                    | LAP                    |
| -                                   | 63      | Han Da-som              | Corée du Sud  | 29 min 52 s 3          | 63                     | N'a pas terminé        | N'a pas terminé        | N'a pas terminé        | N'a pas terminé        | N'a pas terminé        |
| -                                   | 31      | Patrīcija Eiduka        | Lettonie      | N'a pas pris le départ | N'a pas pris le départ | N'a pas pris le départ | N'a pas pris le départ | N'a pas pris le départ | N'a pas pris le départ | N'a pas pris le départ |

LAP = Un tour de retard sur les premiers